# Europees kampioenschap honkbal vrouwen
Het Europees kampioenschap honkbal vrouwen voor landenteams is een honkbaltoernooi dat, net als het wereldkampioenschap honkbal vrouwen, om het jaar wordt gehouden. Het toernooi wordt georganiseerd onder auspiciën van de Europese Honkbalfederatie (CEB), de continentale honkbalbond voor Europa onder de World Baseball Softball Confederation (WBSC) – sinds 2013 de fusie tussen de International Baseball Federation (IBAF) en de International Softball Federation (ISF)-.

## Winnaars
| Jaar           | Gastland  | Finale    | Finale    | Halvefinalisten     | Halvefinalisten |
| Jaar           | Gastland  | Winnaar   | Finalist  | 3e plaats           | 4e plaats       |
| -------------- | --------- | --------- | --------- | ------------------- | --------------- |
| 2019 (details) | Frankrijk | Frankrijk | Nederland | Tsjechië            | Niet gespeeld   |
| 2022 (details) | Frankrijk | Frankrijk | Tsjechië  | Verenigd Koninkrijk |                 |